# 成塚町
成塚町（なりづかちょう）は、群馬県太田市にある地名（町丁）。郵便番号は373-0006。

## 概要
強戸地区にある町丁。太田市北部に位置する。

## 地理

### 近隣町丁
- 天良町
- 菅塩町
- 北金井町
- 大鷲町
- 強戸町
- 鳥山上町
- 石橋町

## 世帯数と人口
2022年（令和4年）3月31日現在の世帯数と人口は以下の通りである。
| 町丁   | 世帯数   | 人口   |
| ------ | -------- | ------ |
| 成塚町 | 1035世帯 | 2449人 |

## 交通

### 鉄道
東武桐生線が通っており、治良門橋駅がある。

### 道路
北部を北関東自動車道を通っている。太田強戸パーキングエリアの一部が成塚町の住所になっている。

## 施設
- 太田強戸パーキングエリア
- 治良門橋駅